# Đây là ngôi nhà của những người dũng cảm
"Đây là ngôi nhà của những người dũng cảm" (tiếng Pashtun: دا د باتورانو کور, Dā də bātorāno kor) là một bài nasheed bằng tiếng Pashtun, hiện được sử dụng làm quốc ca của Tiểu vương quốc Hồi giáo Afghanistan. Đây là một bài hát a cappella, không sử dụng nhạc cụ, vì nhạc cụ bị Taliban cầm quyền coi là haram và đã cấm. Bài hát này dựa trên bài hát thời cộng sản "Da De Azadi Khawra".
Dưới sự cai trị của Taliban, Tiểu vương quốc Hồi giáo Afghanistan có luật chính thức nêu rõ quốc kỳ và quốc huy của mình; tuy nhiên họ không quy định quốc ca. Bài nasheed này thường được sử dụng trong phần mở đầu của chương trình phát sóng của Da Shariat Zhagh ('Tiếng nói của Sharia'), đài phát thanh chính thức của Taliban, kể từ cuối những năm 1990, khi tổ chức này kiểm soát phần lớn lãnh thổ Afghanistan, cũng như trong các video do Ủy ban Văn hóa của Taliban công bố. Nó cũng được sử dụng trong các buổi lễ chính thức. Do đó, nó được coi là quốc ca thực tế của cả Taliban và Tiểu vương quốc Hồi giáo Afghanistan.  
Bản ghi âm được sử dụng phổ biến nhất cho bài thánh ca này có giọng nói của Mullah Faqir Muhammad Darwesh, một munshid (người biểu diễn một nasheed) Taliban nổi tiếng.

## Lời bài hát
| Tiếng Pashtun | Chuyển tự Latinh | IPA |
| --- | --- | --- |
| ساتو يې پۀ سرو وينو، دا د شهيدانو کور 𝄇 دا د باتورانو کور، دا د باتورانو کور 𝄆 کورس: ساتو يې پۀ سرو وينو، دا د شهيدانو کور 𝄇 دا د باتورانو کور، دا د باتورانو کور 𝄆 ۱ ستا کاڼي او بوټي ټول، مونږه ته لعلونه دي 𝄇 ستا کاڼي او بوټي ټول، مونږه ته لعلونه دي 𝄆 وينه پرې توی شوې ده، سرۀ لکه گلونه دي 𝄇 وينه پرې توی شوې ده، سرۀ لکه گلونه دي 𝄆 𝄇 کله يې څوک نيولای شي؟ دا دی د زمريانو کور دا د باتورانو کور، دا د باتورانو کور 𝄆 کورس ۲ تا به تل آزاد ساتو، څوچې وي ژوندون زمونږ 𝄇 تا به تل آزاد ساتو، څوچې وي ژوندون زمونږ 𝄆 ستا تاريخ به ياد ساتو، څوچې وي ژوندون زمونږ 𝄇 ستا تاريخ به ياد ساتو، څوچې وي ژوندون زمونږ 𝄆 𝄇 دې کښې به بازان اوسي، دا دی د بازانو کور دا د باتورانو کور، دا د باتورانو کور 𝄆 کورس ۳ ای گرانه وطن زما، ځار شمه لۀ تا نه زۀ 𝄇 ای گرانه وطن زما، ځار شمه لۀ تا نه زۀ 𝄆 ای ښايسته چمن زما، ځار شمه لۀ تا نه زۀ 𝄇 ای ښايسته چمن زما، ځار شمه لۀ تا نه زۀ 𝄆 𝄇 خلاص که لۀ انگرېز نه وو، شو د اورسانو گور دا د باتورانو کور، دا د باتورانو کور 𝄆 کورس ۴ ډېرۍ ککرۍ گوره، پاتي د روسانو شوې 𝄇 ډېرۍ ککرۍ گوره، پاتي د روسانو شوې 𝄆 شنډېدۀ هر يو دښمن، واړۀ ارزوگانې شوې 𝄇 شنډېدۀ هر يو دښمن، واړۀ ارزوگانې شوې 𝄆 𝄇 هرچا ته معلوم شولو، دا د افغانانو کور دا د باتورانو کور، دا د باتورانو کور 𝄆 𝄇 کورس 𝄆 𝄇 دا د باتورانو کور... 𝄆 | Sātu ye pə sro vino, dā də śahidāno kor 𝄆 Dā də bātorāno kor, dā də bātorāno kor 𝄇 Korus: Sātu ye pə sro vino, dā də śahidāno kor 𝄆 Dā də bātorāno kor, dā də bātorāno kor 𝄇 I Stā kaṇi au boṭi ṭol, munǵa ta laluna di 𝄆 Stā kaṇi au boṭi ṭol, munǵa ta laluna di 𝄇 Vina pre toi śəve da, srə ləka guluna di 𝄆 Vina pre toi śəve da, srə ləka guluna di 𝄇 𝄆 Kəla ye cok nivelāi śi? Dā dai də zmaryāno kor Dā də bātorāno kor, dā də bātorāno kor 𝄇 Korus II Tā ba taul āzād sātu, coće vi źvandun zamunǵ 𝄆 Tā ba taul āzād sātu, coće vi źvandun zamunǵ 𝄇 Stā tārikh ba yād sātu, coće vi źvandun zamunǵ 𝄆 Stā tārikh ba yād sātu, coće vi źvandun zamunǵ 𝄇 𝄆 De kxe ba bāzān osi, dā dai də bāzāno kor Dā də bātorāno kor, dā də bātorāno kor 𝄇 Korus III Əi grāna vatan zamā, dzār śəma lə tā na zə 𝄆 Əi grāna vatan zamā, dzār śəma lə tā na zə Əi xāista ćaman zamā, dzār śəma lə tā na zə 𝄆 Əi xāista ćaman zamā, dzār śəma lə tā na zə 𝄇 𝄆 Khlās ka lə Angrez na vu, śu də Urusāno gor Dā də bātorāno kor, dā də bātorāno kor 𝄇 Korus IV Ḍerəi kakarəi gora, pāti da Rusāno śve 𝄆 Ḍerəi kakarəi gora, pāti da Rusāno śve Śanḍedə har yeu duxman, vāṛə arzogāne śve 𝄆 Śanḍedə har yeu duxman, vāṛə arzogāne śve 𝄇 𝄆 Harćā ta malum śvəlo, dā də Afghānāno kor Dā də bātorāno kor, dā də bātorāno kor 𝄇 𝄆 Korus 𝄇 𝄆 Dā də bātorāno kor... 𝄇 | [sɑ.tu je pə sɾo wi.no dɑ də ʃa.hi.dɑ.no koɾ] 𝄆 [dɑ də bɑ.to.ɾɑ.no koɾ dɑ də bɑ.to.ɾɑ.no koɾ] 𝄇 [ko.ɾʊs] [sɑ.tu je pə sɾo wi.no dɑ də ʃa.hi.dɑ.no koɾ] 𝄆 [dɑ də bɑ.to.ɾɑ.no koɾ dɑ də bɑ.to.ɾɑ.no koɾ] 𝄇 1 [stɑ kɑ.ɳi aw bo.ʈi ʈol muŋ.ga ta la.lu.na di] 𝄆 [stɑ kɑ.ɳi aw bo.ʈi ʈol muŋ.ga ta la.lu.na di] 𝄇 [wi.na pɾe toɪ ʃə.we da sɾə lə.ka gʊ.lu.na di] 𝄆 [wi.na pɾe toɪ ʃə.we da sɾə lə.ka gʊ.lu.na di] 𝄇 𝄆 [kə.la je t͡sok ni.wə.lɑj ʃi dɑ daɪ də zmaɾ.jɑ.no koɾ] [dɑ də bɑ.to.ɾɑ.no koɾ dɑ də bɑ.to.ɾɑ.no koɾ] 𝄇 [ko.ɾʊs] 2 [tɑ ba tawl ɑ.zɑd sɑ.tu t͡so.t͡ʃe wi ʒwan.dun za.muŋg] 𝄆 [tɑ ba tawl ɑ.zɑd sɑ.tu t͡so.t͡ʃe wi ʒwan.dun za.muŋg] 𝄇 [stɑ tɑ.ɾix ba jɑd sɑ.tu t͡so.t͡ʃe wi ʒwan.dun za.muŋg] 𝄆 [stɑ tɑ.ɾix ba jɑd sɑ.tu t͡so.t͡ʃe wi ʒwan.dun za.muŋg] 𝄇 𝄆 [de kxe ba bɑ.zɑn o.si dɑ daɪ də bɑ.zɑ.no koɾ] [dɑ də bɑ.to.ɾɑ.no koɾ dɑ də bɑ.to.ɾɑ.no koɾ] 𝄇 [ko.ɾʊs] 3 [əɪ ɡɾɑ.na wa.tan za.mɑ zɑɾ ʃə.ma lə tɑ na zə] 𝄆 [əɪ ɡɾɑ.na wa.tan za.mɑ zɑɾ ʃə.ma lə tɑ na zə] 𝄇 [əɪ xɑɪ.sta t͡ʃa.man za.mɑ zɑɾ ʃə.ma lə tɑ na zə] 𝄆 [əɪ xɑɪ.sta t͡ʃa.man za.mɑ zɑɾ ʃə.ma lə tɑ na zə] 𝄇 𝄆 [xlɑs ka lə aŋ.gɾez na wu ʃu də u.ɾʊ.sɑ.no goɾ] [dɑ də bɑ.to.ɾɑ.no koɾ dɑ də bɑ.to.ɾɑ.no koɾ] 𝄇 [ko.ɾʊs] 4 [ɖe.ɾəɪ ka.ka.ɾəɪ go.ɾa pɑ.ti da ɾu.sɑ.no ʃwe] 𝄆 [ɖe.ɾəɪ ka.ka.ɾəɪ go.ɾa pɑ.ti da ɾu.sɑ.no ʃwe] 𝄇 [ʃaɳ.ɖe.də haɾ jew dux.man wɑ.ɽə aɾ.zo.ɡɑː.ne ʃwe] 𝄆 [ʃaɳ.ɖe.də haɾ jew dux.man wɑ.ɽə aɾ.zo.ɡɑː.ne ʃwe] 𝄇 𝄆 [haɾ.t͡ʃɑ ta ma.lum ʃwə.lo dɑ də af.ɣɑ.nɑ.no koɾ] [dɑ də bɑ.to.ɾɑ.no koɾ dɑ də bɑ.to.ɾɑ.no koɾ] 𝄇 𝄆 [ko.ɾʊs] 𝄇 𝄆 [dɑ də bɑ.to.ɾɑ.no koɾ] 𝄇 |

| Bản dịch tiếng Dari | Bản dịch tiếng Anh |
| --- | --- |
| ما با خون خود از آن دفاع می کنیم، اینجا خانه شهداست 𝄇 اینجا خانه شجاعان است، اینجا خانه شجاعان است 𝄆 گروه کر: ما با خون خود از آن دفاع می کنیم، اینجا خانه شهداست 𝄇 اینجا خانه شجاعان است، اینجا خانه شجاعان است 𝄆 ۱ همه سنگها و بوته های شما برای ما شبیه یاقوت هستند 𝄇 همه سنگها و بوته های شما برای ما شبیه یاقوت هستند 𝄆 خون بر آنها ریخته می شود، همه آنها مانند گل رز قرمز هستند 𝄇 خون بر آنها ریخته می شود، همه آنها مانند گل رز قرمز هستند 𝄆 𝄇 به نظر شما می توان آن را فتح کرد؟ اینجا خانه شیرهاست اینجا خانه شجاعان است، اینجا خانه شجاعان است 𝄆 گروه کر ۲ ما از آزادی شما محافظت می کنیم، تا زمانی که عمر ما ادامه داشته باشد 𝄇 ما از آزادی شما محافظت می کنیم، تا زمانی که عمر ما ادامه داشته باشد 𝄆 ما تاریخ شما را به یاد می آوریم، تا زمانی که عمر ما ادامه داشته باشد 𝄇 ما تاریخ شما را به یاد می آوریم، تا زمانی که عمر ما ادامه داشته باشد 𝄆 𝄇 عقابها در شما زندگی می کنند، اینجا خانه عقاب ها است اینجا خانه شجاعان است، اینجا خانه شجاعان است 𝄆 گروه کر ۳ ای سرزمین عزیز من، من جانم را به خاطر تو تقدیم کردم 𝄇 ای سرزمین عزیز من، من جانم را به خاطر تو تقدیم کردم 𝄆 ای چمن زیبای من، من به خاطر تو جانم را تقدیم کردم 𝄇 ای چمن زیبای من، من به خاطر تو جانم را تقدیم کردم 𝄆 𝄇 وقتی از دست انگلیسی ها آزاد شدیم، برای گورستان روس ها شدیم اینجا خانه شجاعان است، اینجا خانه شجاعان است 𝄆 گروه کر ۴ به این جمجمه های بیشمار نگاه کنید، این چیزی است که روس ها به جا گذاشتند 𝄇 به این جمجمه های بیشمار نگاه کنید، این چیزی است که روس ها به جا گذاشتند 𝄆 همه دشمنان شکست خورده اند، همه امیدهای آنها بر باد رفته است 𝄇 همه دشمنان شکست خورده اند، همه امیدهای آنها بر باد رفته است 𝄆 𝄇 اکنون برای همه آشکار است، اینجا خانه افغان ها است اینجا خانه شجاعان است، اینجا خانه شجاعان است 𝄆 𝄇 گروه کر 𝄆 𝄇 اینجا خانه شجاعان است... 𝄆 | We defend thee with our blood, this is the home of martyrs 𝄆 This is the home of the brave, this is the home of the brave 𝄇 Chorus: We defend thee with our blood, this is the home of martyrs 𝄆 This is the home of the brave, this is the home of the brave 𝄇 I All thy stones and bushes look like rubies to us 𝄆 All thy stones and bushes look like rubies to us 𝄇 Upon them blood is spilt, they are all red like roses 𝄆 Upon them blood is spilt, they are all red like roses 𝄇 𝄆 Dost thou think 'tis conquerable? This is the home of lions This is the home of the brave, this is the home of the brave 𝄇 Chorus II We shall protect thy freedom, as long as our lives last 𝄆 We shall protect thy freedom, as long as our lives last 𝄇 We shall remember thy history, as long as our lives last 𝄆 We shall remember thy history, as long as our lives last 𝄇 𝄆 Eagles shall inhabit thee, this is the home of eagles This is the home of the brave, this is the home of the brave 𝄇 Chorus III O my dear homeland, for thy sake I've offered my life 𝄆 O my dear homeland, for thy sake I've offered my life 𝄇 O my gracious field, for thy sake I've offered my life 𝄆 O my gracious field, for thy sake I've offered my life 𝄇 𝄆 Once freed from the English, a grave of Russians we've become This is the home of the brave, this is the home of the brave 𝄇 Chorus IV Look at these many skulls, that's what was left by the Russians 𝄆 Look at these many skulls, that's what was left by the Russians 𝄇 Every foe hath failed, all their hopes shattered 𝄆 Every foe hath failed, all their hopes shattered 𝄇 𝄆 Now obvious to all, this is the home of the Afghans This is the home of the brave, this is the home of the brave 𝄇 𝄆 Chorus 𝄇 𝄆 This is the home of the brave... 𝄇 |